# Fuerzas ocultas
Fuerzas ocultas (Forces occultes; subtítulo - Les mystères de la Franc-maçonnerie dévoilés pour la première fois à l'écran), subtítulo - Los misterios de la masonería (francmasonería) revelados por primera vez en la pantalla) es una película francesa, estrenada el 10 de marzo de 1943 en París, aunque hay autores que afirman que se estrenó el 9 de enero. Fue dirigida por el periodista y cineasta francés Jean Mamy, más conocido por el seudónimo Paul Riche. El guionista fue el escritor Jean Marquès-Rivière.
Es la última película de este autor y, por su duración, se considera mediometraje o corto. Con una duración de unos 55-60 minutos aproximadamente, muestra el cariz antimasónico del mismo, propio del espíritu reinante en una pequeña parte de la sociedad francesa durante el periodo conocido como Le Régime de Vichy o la Francia de Vichy.
La película contiene una denuncia contra la francmasonería, contra el parlamentarismo y contra los medios de comunicación, y llega a relacionarlos con una "conspiración para acabar con el Estado francés".
El 5 de mayo de 2012, de la mano de la Logia Mozart, se proyectó por primera vez la versión íntegra subtitulada en español en el salón de actos del Ateneo de Madrid.

## Argumento
El protagonista es invitado a iniciarse en una logia masónica, y se va dando cuenta que en el interior de la logia los hermanos se dedican a conspirar junto a los judíos en el deseo de enfrentar a Francia con Alemania.